# Фёдор Литке (ледокол)
«Ф. Ли́тке» — линейный ледокол российского и советского арктического флота.
Данное судно не крушило лёд тяжестью корпуса, а ударами своего острого форштевня проделывало во льду трещину и затем вклинивалось в неё, расширяло до нужных пределов; такие суда в терминологии первой половины XX века было принято называть ледорезами.

## История
Построен в 1909 году в Великобритании под названием «Ерл Грей» (Earl Grey).
В 1914 году, в начале Первой мировой войны, российское правительство купило судно (цена с доставкой составила порядка 991 тыс. рублей), чтобы использовать для проводки судов по Северной Двине для вывоза грузов из порта Архангельск и переименовало его в «Канада»; уже зимой 1914—1915 гг. ледокол провёл по реке 146 пароходов.
В 1920 году назван в честь русского исследователя Арктики, адмирала Фёдора Петровича Литке.

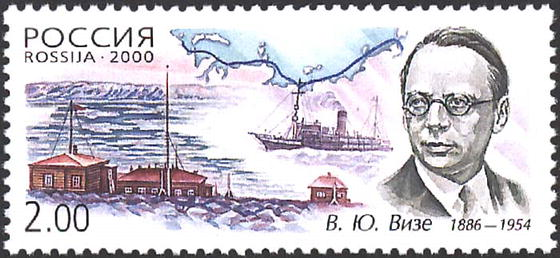
Ледокол «Фёдор Литке» (в центре) на почтовой марке России 2000 года из серии «Полярные исследователи», посвящённой В. Ю. Визе

В 1934 году под руководством начальника экспедиции Д. С. Дуплицкого, капитана Н. М. Николаева и научного руководителя В. Ю. Визе совершил первое сквозное плавание Северным морским путём с востока на запад за одну навигацию.
В конце лета 1941 года «Литке» был вооружен артиллерией и включён в созданную Беломорскую флотилию. Зимой 1941 и в 1942 годах он расчищал проходы во льдах к Архангельску для Атлантических конвоев.
Две экспедиции, 1948 и 1955 годов, были полностью посвящены гидрографическим исследованиям арктических морей. В 1955 году «Литке» установил мировой рекорд, достигнув 83°11', не дойдя 440 морских миль (810 км) до Северного полюса, а затем благополучно возвратившись домой; экспедиция 1955 года была примечательна также поиском самой глубокой точки Северного Ледовитого океана, названной «депрессией Литке» (5449 м), и бурением дна океана для сбора геологических образцов.
Находился в эксплуатации до 1959 года.

## Память
В собрании Музея морского флота хранятся отдельные предметы с ледокола «Литке», а также фрагменты интерьера его ходовой рубки.

## Литература

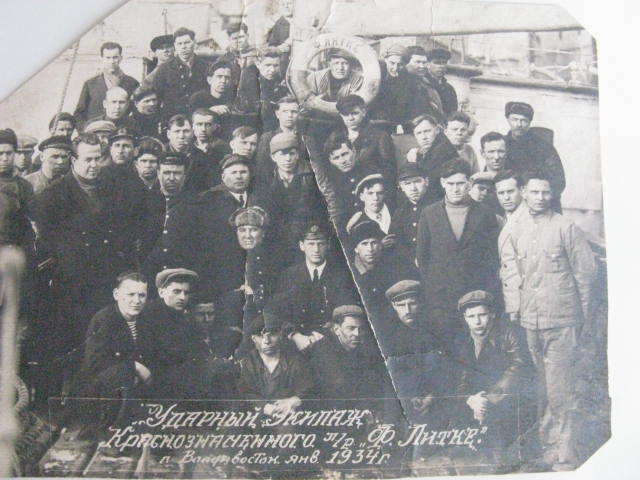
Экипаж ледокола «Литке». 1934 г. (капитан Николаев Н. М. в центре)
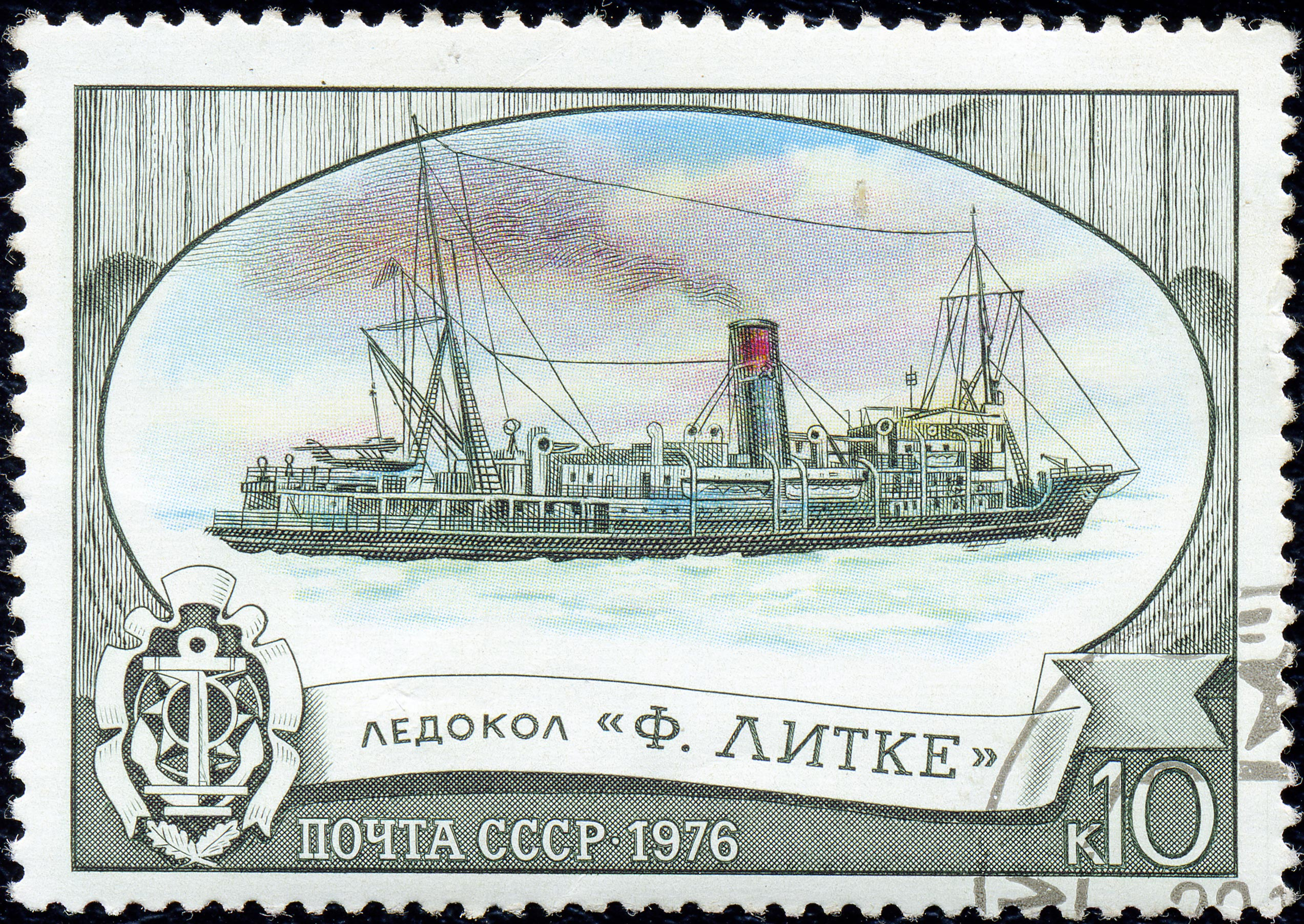
Ледокол «Ф. Литке» на почтовой марке СССР
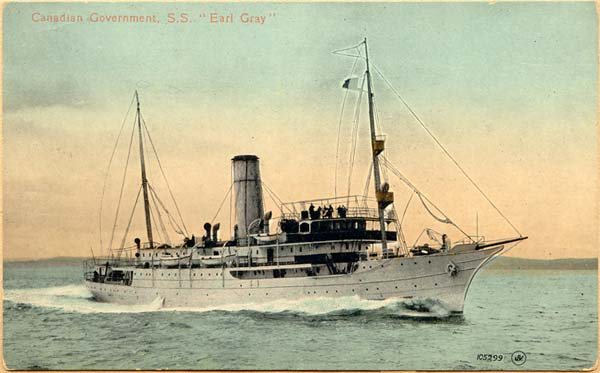
Ледокол вскоре после постройки (между 1910 и 1914), под именем Earl Grey